# 九六式艦上攻擊機
九六式艦上攻擊機（B4Y）是日本海軍航空技術廠在1936年研發的雙翼艦載魚雷水平轟炸機，作為八九式艦上攻擊機後繼機，它是日本帝國海軍最後的雙翼機。

## 研發簡史
1934年日本海軍開出了「九試艦上攻擊機」的項目，三菱重工、中島飛機和海軍航空技術廠等都提交出設計，最後前二者的設計被否決，祇有海軍航空技術廠設計的B4Y被採用，並命名為「九六式艦上攻擊機」。
九六式艦上攻擊機是日本海軍最後的雙翼艦上攻擊機，採用鋁合金製骨架，外覆鋁合金或帆布蒙皮，機身以平滑的曲線為主。主翼採用了九四式水上偵察機的設計，起落架為固定式並把車輪包於平滑的整流罩中，駕駛的座艙是開放式而在其後方的投彈手和機槍手卻有擋風玻璃。

## 基本資料
- 乘員：3人（駕駛，投彈手和後部機槍手）
- 機長：10.15米
- 翼展：15米
- 機高：4.38米
- 空重：2,000公斤
- 最重：3,600公斤
- 最快速度：278公里/小時
- 航程：1,575公里
- 昇限：6,000米
- 發動機：中島光二型發動機（840匹馬力）
- 武裝：機後一挺7.7毫米口徑機槍、800公斤炸彈或魚雷

## 實戰

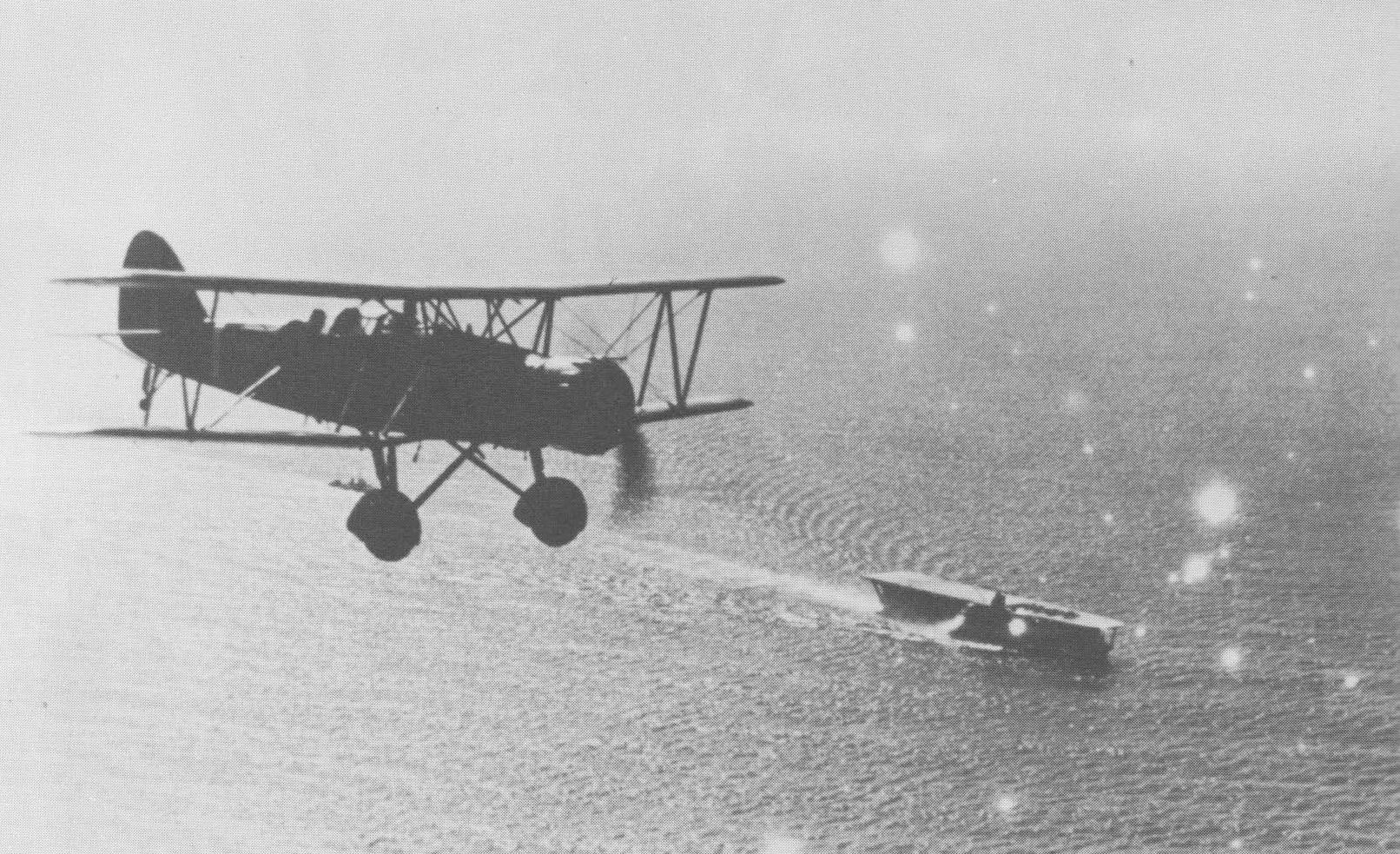
中日戰爭初期飛翔在中國近海的九六式艦上攻擊機

1937年中日戰爭爆發，九六式來到中國，部署在日本航空母艦和陸上機場。1937年8月15日，從加賀號航空母艦起飛去轟炸筧橋空軍基地的九六式被中國空軍擊落兩架，12月12日9架九五式艦上戰鬥機和另外15架九六式艦上攻擊機聯手攻擊在長江的四艘美國船隻（由於錯把它們當成中國船），這就是「帕奈號事件」。
太平洋戰爭時九六式已被九七式艦上攻擊機取代，中途島海戰時只有鳳翔號航空母艦仍有九六式，當飛龍號航空母艦被被炸中著火時，正是從鳳翔號起飛的九六式拍攝到它的照片。

## 使用國家
- 日本